# Cleora echinodes
Cleora echinodes là một loài bướm đêm trong họ Geometridae.